# Dokkumklasse

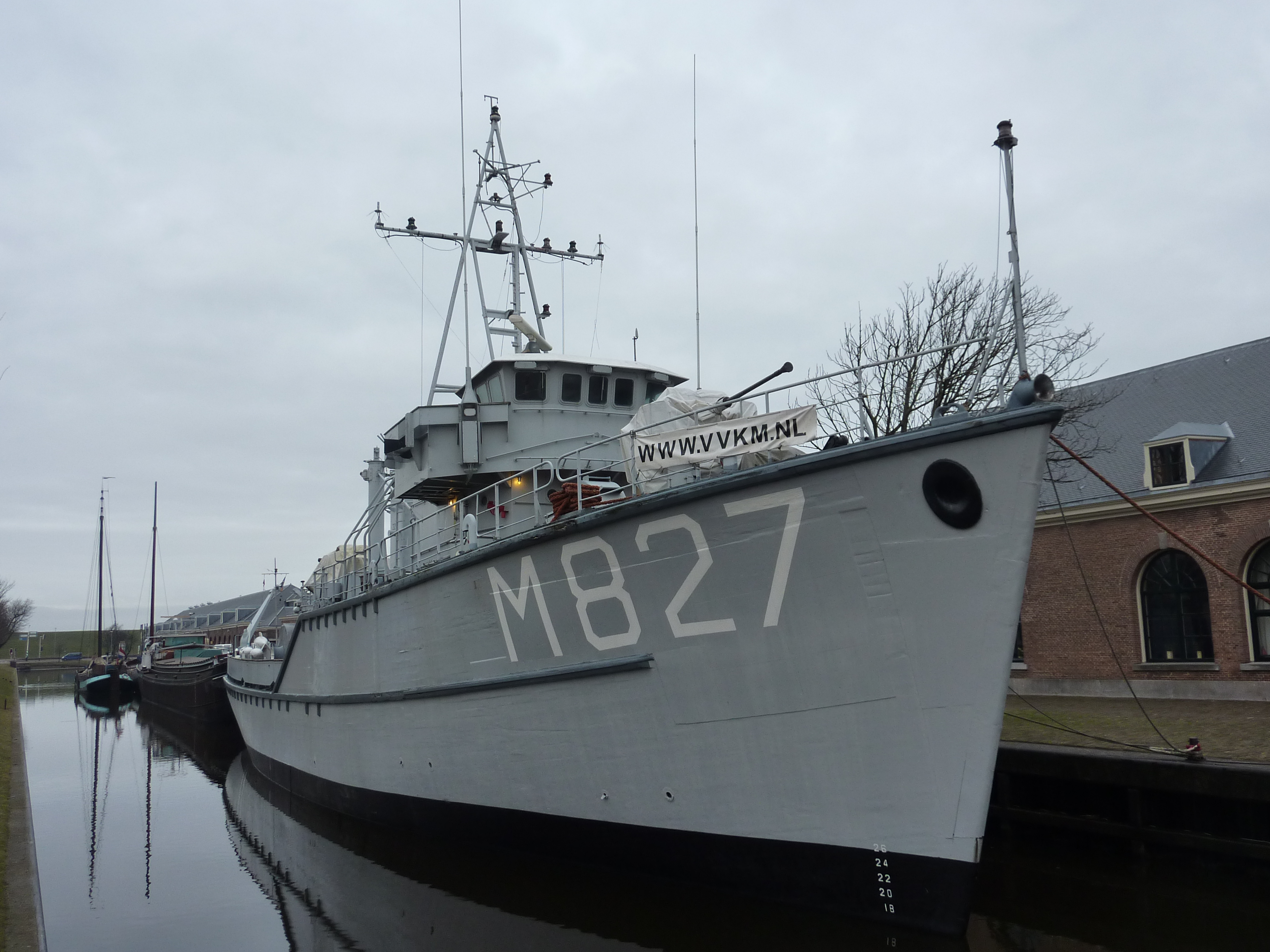
Hr. MS. Hoogeveen in Den Helder

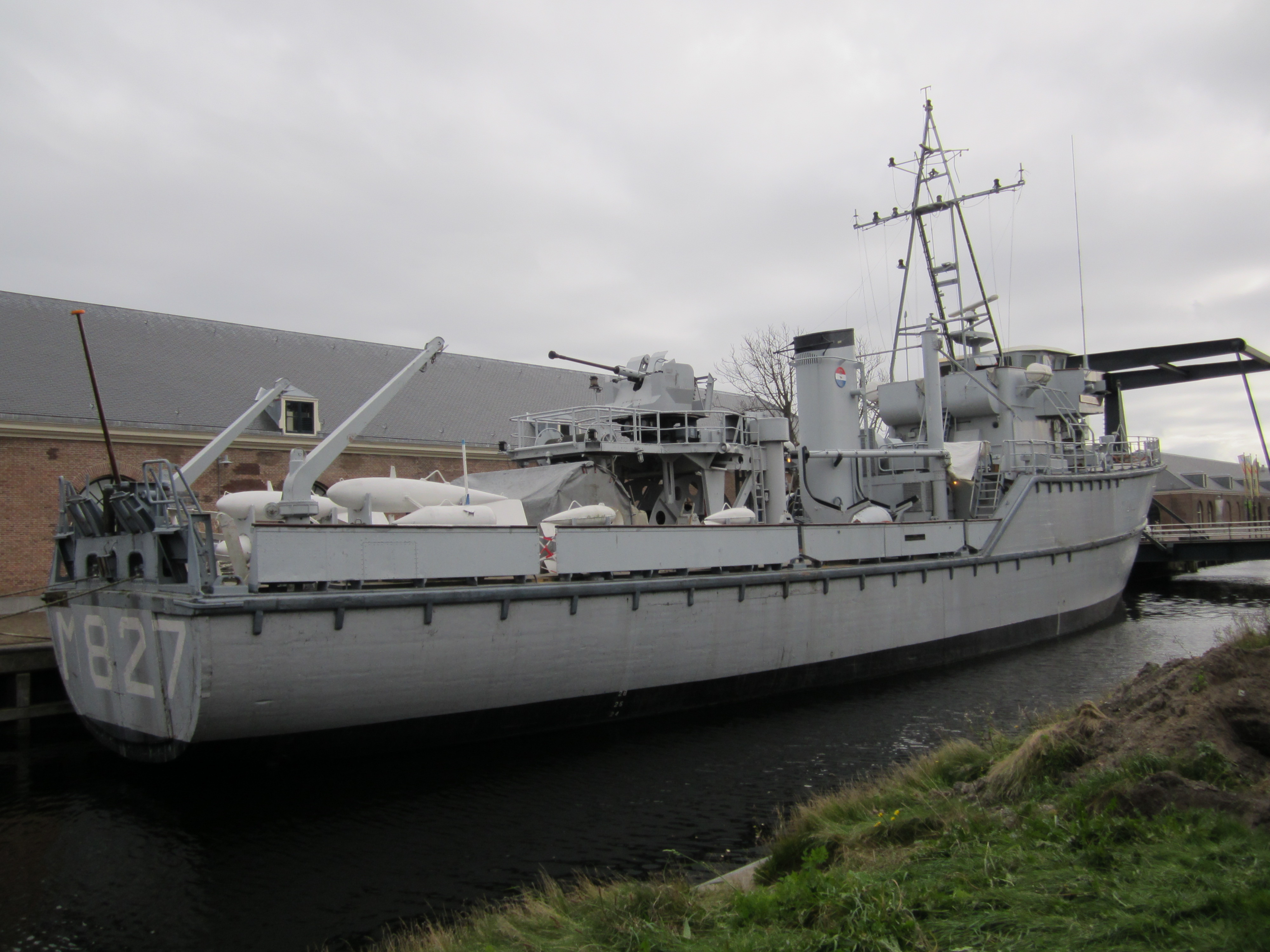
Achteraanzicht Hr. MS. Hoogeveen

De Dokkumklasse was een serie van 18 mijnenvegers die in de jaren vijftig van de 20e eeuw gebouwd zijn voor de Koninklijke Marine. De Wildervankklasse (14 schepen) werd in dezelfde periode gebouwd en was vrijwel identiek.

## De bouw
De Dokkumklasse schepen zijn in de jaren vijftig gebouwd met steun van de Amerikaanse overheid. De bouw was een onderdeel van het op 2 augustus 1949 ingediende herziene plan Van Holthe. Dit plan voorzag in de aanschaf van in totaal 68 mijnenvegers. Het plan werd gerealiseerd van 1954 tot 1962. In tegenstelling tot de Beemsterklasse waarvan alle schepen in de Verenigde Staten waren gebouwd, werden de schepen uit de Dokkumklasse in Nederland gebouwd.

## Het ontwerp
Het ontwerp van de Dokkumklasse, die ook wel de WU-klasse wordt genoemd, was gebaseerd op standaard stafeisen opgesteld in West-Europese Unie verband. Door deze stafeisen zijn er in veel landen schepen gebouwd van de WU-klasse, waaronder toenmalig West-Duitsland, Engeland en Frankrijk. Deze schepen vertonen dan ook zeker gelijkenis met de Dokkum- en Wildervankklasse. Ze waren gebouwd als kustmijnenvegers die hoofdzakelijk binnen de territoriale wateren opereerden.
De schepen zijn gebouwd van hout, over aluminium spanten. Dit is gedaan om het schip amagnetisch te maken. Ook zijn in het schip zo veel mogelijk a-magnetische materialen verwerkt. Op het aluminium skelet, wat hoofdzakelijk is geklonken, is een dubbele huid aangebracht met een tussenlaag van in Aspro gedrenkt linnen. De buitenhuid is teak, de binnenhuid van mahonie en de dekken zijn van Redwood of teak en het achterdek van Peroba de Campos. De dekhuizen zijn van aluminium met oorspronkelijk een open brug, welke in de jaren zeventig is vervangen door een dichte brug.
Uit deze klasse werden vier schepen verbouwd tot mijnenjager en drie anderen tot duikvaartuig.

## Bekostiging
De schepen van de Dokkumklasse zijn vrijwel identiek aan die van de Wildervankklasse, met als grootste verschil de bekostiging. De schepen van de Dokkumklasse zijn betaald door de Amerikaanse overheid terwijl de schepen van de Wildervankklasse bekostigd zijn door Nederland. Deze regeling was onderdeel van het MDAP voor gemeenschappelijke defensie. Ook is er een verschil in de machinekamer; de Dokkumklasse beschikt over MAN motoren, de Wildervankklasse beschikte over Werkspoor motoren. De schepen van de Wildervankklasse zijn eerder uit de vaart genomen vanwege een grotere kans op carter-explosies (zonder aanwijsbare oorzaak).

## Levensloop
Het naamschip Dokkum (M801) was het eerste schip dat in dienst werd gesteld, op 26 juli 1955. Daarna volgden Hr. Ms. Hoogezand (M802) op 7 november 1955, gebouwd door de Gusto te Schiedam, Hr. Ms. Naaldwijk (M809) op 8 december 1955, gebouwd door de Werf De Noord te Alblasserdam en Hr. Ms. Wildervank (M803) op 28 december 1955, gebouwd door de Amsterdamsche Scheepswerf G. de Vries Lentsch te Amsterdam. De resterende 27 schepen van deze klasse kwamen in 1956 in dienst.
In het begin van de jaren zestig werden vijf vaartuigen (drie Dokkum- en twee Wildervankklasse) verbouwd tot duikvaartuig: een moederschip voor duikers. Later in de jaren zestig werden er nog eens vier schepen van de Dokkumklasse verbouwd tot mijnenjager. Vanaf eind van de jaren zeventig begon men met het uit dienst nemen van de schepen. Eerst alleen schepen van de Wildervankklasse, later ook schepen van de Dokkumklasse. Bij de ingebruikname van de mijnenjagers van de Alkmaarklasse werden de jagers en duikvaartuigen van de Dokkumklasse overbodig. Een aantal mijnenvegers is nog tot in de jaren negentig in gebruik gebleven.
Van de Dokkumklasse zijn drie schepen in dienst bij het Zeekadetkorps (zkk): de ex-M830 Sittard bij zkk Harlingen, de ex-M823 Naarden bij zkk Delfzijl en de ex-M806 Roermond bij zkk Lemmer. De Sittard en Naarden en de Roermond zijn volledig operabel. Ex-M809 Naaldwijk is in gebruik bij Scouting in Haarlem. Ex-M827 Hoogeveen ligt in Den Helder bij het marinemuseum en is niet meer operabel, wel is het gehele veegtuig nog aan boord. Ex-M810 Abcoude is nog steeds in actieve dienst als opnemingsvaartuig bij de Peruaanse marine onder de naam BAM Zimic.

## Schepen
Voor de namen van deze schepen is gekozen voor de namen van middelgrote en kleine Nederlandse gemeenten.
Dokkumklasse
- Hr.Ms. Dokkum ¹ (M801) (1955–1985, 1994–1997) verkocht aan Fa Agterhuis te Hattem
- Hr.Ms. Hoogezand (M802) (1955–1993) verkocht aan R. Zorn te Haarlem
- Hr.Ms. Roermond (M806)² (1955–1995) verkocht via, via aan Zeekadetkorps Lemmer
- Hr.Ms. Naaldwijk (M809) (1955–2000) geschonken aan Prins Willem Zeeverkenners Haarlem
- Hr.Ms. Abcoude (M810) (1956–1994) verkocht aan de Peruaanse Marine
- Hr.Ms. Drachten (M812) (1956–1999) verkocht aan Fa Agterhuis te Hattem
- Hr.Ms. Ommen (M813) (1956–1997) verkocht aan Fa Agterhuis te Hattem
- Hr.Ms. Giethoorn (M815) (1956–1993) verkocht aan R. Zorn te Haarlem
- Hr.Ms. Venlo (M817) (1956–1993) verkocht aan R. Zorn te Haarlem
- Hr.Ms. Drunen ¹ (M818) (1956–1984) verkocht aan Fa Westmaal te Amsterdam
- Hr.Ms. Woerden ² (M820) (1957–1990) verkocht aan Seaquarium Curaçao
- Hr.Ms. Naarden (M823) (1956–1999) geschonken aan Zeekadetkorps Delfzijl
- Hr.Ms. Hoogeveen (M827) (1956–1999) geschonken aan de Stichting Vrienden van de Koninklijke Marine
- Hr.Ms. Staphorst ¹ (M828) (1957–1984) verkocht aan Fa Westmaal te Amsterdam
- Hr.Ms. Sittard (M830) (1956–1999) geschonken aan Zeekadetkorps Harlingen
- Hr.Ms. Gemert (M841) (1956–1993) verkocht aan R. Zorn te Haarlem
- Hr.Ms. Veere ¹ (M842) (1956–1984) verkocht aan Fa Westmaal te Amsterdam
- Hr.Ms. Rhenen ² (M844) (1956–1984) verkocht aan Hofland te Zeist

 Wildervankklasse
- Hr.Ms. Wildervank (M803) (1955–1977) verkocht aan Fa Timmermans te Teteringen
- Hr.Ms. Steenwijk (M804) (1956–1969) verkocht aan Fa Rijsdijk te Hendrik-Ido-Ambacht
- Hr.Ms. Gieten (M805) (1956–1969) verkocht aan Fa Rijsdijk te Hendrik-Ido-Ambacht
- Hr.Ms. Waalwijk ² (M807) (1956–1977) verkocht aan Fa Timmermans te Teteringen
- Hr.Ms. Axel (M808) (1956–1973) verkocht aan Oman
- Hr.Ms. Aalsmeer (M811) (1956–1974) verkocht aan Oman
- Hr.Ms. Meppel (M814) (1956–1977) verkocht aan Fa Timmermans te Teteringen
- Hr.Ms. Lochem (M816) (1956–1969) verkocht aan Fa Rijsdijk te Hendrik-Ido-Ambacht
- Hr.Ms. Goes (M819) (1956–1977) verkocht aan Fa Timmermans te Teteringen
- Hr.Ms. Leersum ² (M822) (1957–1977) verkocht aan Fa Timmermans te Teteringen
- Hr.Ms. Sneek (M824) (1957–1969) verkocht aan Fa Rijsdijk te Hendrik-Ido-Ambacht
- Hr.Ms. Grijpskerk (M826) (1956–1993) door fa Zorn te Haarlem verschroot
- Hr.Ms. Elst (M829) (1956–1970) verkocht aan Ethiopië
- Hr.Ms. Lisse (M843) (1957–1969) verkocht aan Fa Rijsdijk te Hendrik-Ido-Ambacht

Legenda
- ¹ = later omgebouwd tot mijnenjager
- ² = later omgebouwd tot duikvaartuig

N.B. De data zoals hierboven weergegeven zijn van eerste indienststelling tot afvoer uit de sterkte, dit aangezien veel schepen wél operationeel gereed waren maar niet altijd in dienst vanwege de roulatie in conservatie en onderhoud. Gezien het feit dat de marine deze schepen in een voorkomend geval wel tot haar beschikking had en kon inzetten is de datum van afvoer uit de sterkte een meer accurate weergave van het aantal dienstjaren.